# Snajperska puška
U policijskoj, vojnoj i lovačkoj terminologiji, snajperska puška (njem. Scharfschützengewehr, SSG) je puška dizajnirana da, na većim udaljenostima, bude preciznija od ostalih streljačkih oružja. Česta je zabluda da je bilo koja puška koja ima optički ciljnik na sebi se zove snajperska puška. Uobičajena snajperska puška napravljena je s visokom razinom preciznosti, s optičkim teleskopskim ciljnikom i kalibrirana je za vojni metak sa središnjim opaljenjem. Često se koristi u policiji, ali samo pripadnici specijalne policije. Današnji snajperi, imaju domet do 5000 metar ako je strijelac izvrstan. Postoje i protutenkovski snajperi koji imaju veći kalibar, ali probijaju samo tanki oklop.  